# 伊科
伊科（葡萄牙語：Icó）是巴西塞阿拉州的一个市镇。总面积1871.98平方公里，总人口62885人，人口密度33.6人/平方公里。